# Kani, Gifu
Kani (可児市 Kani-shi)　là một thành phố thuộc tỉnh Gifu, Nhật Bản.